# Mauro Lópes
Mauro Luciano Lópes Acevedo (Santiago, Chile; 23 de enero de 1997) es un futbolista chileno que se desempeña como delantero y actualmente milita en Unión San Felipe de la Primera B de Chile. 
Llegó a Colo Colo Junior en 2014,  más tarde llegaría a Magallanes, donde jugaría 22 partidos y anotaría dos goles; en 2017 llegaría cedido a Deportes Melipilla, donde disputó 14 encuentros, en los cuales marcaría cuatro goles.   Después iría a préstamo hacia Deportes Santa Cruz en 2018, en el cual jugaría por dos años, disputaría 19 encuentros y marcaría 4 tantos. 
En el año 2019, iría cedido a San Marcos de Arica, donde jugaría 22 partidos y lograría 2 tantos; después, sería fichado por Lautaro De Buin, en el cual marcaría 3 goles en 20 partidos. En 2021, iría a Deportes Melipilla, en el club Melipillano, no marcaría ningún tanto. 
En 2021, volvería a Lautaro de Buin, en el cual en ese periodo marcaría dos goles; al año siguiente, volvería a Deportes Melipilla, y ahí marcaría 5 goles en 24 partidos. 
En el año 2023, llegaría Deportes Concepción, en el cual hasta ahora ha disputado 40 partidos y ha marcado 5 goles.  
| Club                        | Div.       | Temporada  | Liga  | Liga  | Copas nacionales | Copas nacionales | Torneos internacionales | Torneos internacionales | Total | Total |
| Club                        | Div.       | Temporada  | Part. | Goles | Part.            | Goles            | Part.                   | Goles                   | Part. | Goles |
| --------------------------- | ---------- | ---------- | ----- | ----- | ---------------- | ---------------- | ----------------------- | ----------------------- | ----- | ----- |
| Magallanes · Chile          | 2.ª        | 2016       | 2     | 0     | 2                | 0                | —                       | —                       | 4     | 0     |
| Magallanes · Chile          | 2.ª        | 2017       | 13    | 1     | 2                | 0                | —                       | —                       | 16    | 2     |
| Deportes Melipilla · Chile  | 3.ª        | 2017       | 14    | 4     | —                | —                | —                       | —                       | 14    | 2     |
| Deportes Melipilla · Chile  | Total club | Total club | 29    | 5     | 4                | 1                | 0                       | 0                       | 34    | 4     |
| Magallanes · Chile          | 3.ª        | 2018       | 1     | 0     | 1                | 1                | —                       | —                       | 2     | 1     |
| Santa Cruz · Chile          | 3.ª        | 2018       | 18    | 4     | —                | —                | —                       | —                       | 18    | 4     |
| Santa Cruz · Chile          | 2.ª        | 2019       | 1     | 0     | —                | —                | —                       | —                       | 1     | 0     |
| San Marcos De Arica · Chile | 3.ª        | 2019       | 20    | 2     | 2                | 0                | —                       | —                       | 22    | 2     |
| San Marcos De Arica · Chile | Total club | Total club | 30    | 6     | 3                | 1                | 0                       | 0                       | 43    | 7     |
| Lautaro De Buin · Chile     | 3.ª        | 2020       | 20    | 1     | —                | —                | —                       | —                       | 21    | 1     |
| Deportes Melipilla · Chile  | 1.ª        | 2021       | 1     | 0     | —                | —                | —                       | —                       | 1     | 0     |
| Deportes Melipilla · Chile  | Total club | Total club | 21    | 1     | 0                | 0                | 0                       | 0                       | 22    | 1     |
| Lautaro de Buin · Chile     | 3.ª        | 2021       | 20    | 2     | —                | —                | —                       | —                       | 20    | 2     |
| Lautaro de Buin · Chile     | Total club | Total club | 20    | 2     | 0                | 0                | 0                       | 0                       | 20    | 2     |
| Deportes Melipilla · Chile  | 3.ª        | 2022       | 22    | 4     | 2                | 1                | —                       | —                       | 24    | 5     |
| Deportes Melipilla · Chile  | Total club | Total club | 22    | 4     | 2                | 1                | 0                       | 0                       | 24    | 5     |
| Deportes Concepción · Chile | 3.ª        | 2023       | 24    | 4     | —                | —                | —                       | —                       | 24    | 4     |
| Deportes Concepción · Chile | 3.ª        | 2024       | 16    | 1     | —                | —                | —                       | —                       | 16    | 1     |
| Deportes Concepción · Chile | Total club | Total club | 39    | 5     | 0                | 0                | 0                       | 0                       | 40    | 5     |
| Total club                  | Total club | Total club | 161   | 3     | 9                | 1                | 0                       | 0                       | 183   | 24    |
| 1. 2.                       |            |            |       |       |                  |                  |                         |                         |       |       |

.  

## Palmarés

### Campeonatos nacionales
| Título           | Equipo              | País  | Año  |
| ---------------- | ------------------- | ----- | ---- |
| Segunda División | Deportes Concepción | Chile | 2024 |

1. ↑  «Mauro Lópes :: 2014 - Colo-Colo - Perfil del Jugador - ceroacero.es». www.ceroacero.es. Consultado el 10 de octubre de 2024.
2. 1 2  «Mauro Lópes :: 2016 - Magallanes - Perfil del Jugador - ceroacero.es». www.ceroacero.es. Consultado el 10 de octubre de 2024.
3. ↑  Admin (19 de abril de 2023). «Mauro Lopes la figura destacable de Deportes Concepción - L90D». LOS90DEPORTES. Consultado el 10 de octubre de 2024.
4. ↑  www.365scores.com https://www.365scores.com/es/football/player/mauro-lopes-109158 |url= sin título (ayuda). Consultado el 10 de octubre de 2024.
5. ↑  «Mauro Lopes Acevedo (Dep. Concepción) - Perfil del jugador - Flashscore.cl». www.flashscore.cl. Consultado el 10 de octubre de 2024.
6. ↑  «Mauro Lópes :: 2023 - Deportes Concepción - Perfil del Jugador - ceroacero.es». www.ceroacero.es. Consultado el 10 de octubre de 2024.
7. ↑  «Mauro Lópes - Deportes Concepción - Perfil del Jugador - ceroacero.es». www.ceroacero.es. Consultado el 10 de octubre de 2024.

- Datos: Q130482498